# Catalijn Willemsen
 (février 2019).
Si vous disposez d'ouvrages ou d'articles de référence ou si vous connaissez des sites web de qualité traitant du thème abordé ici, merci de compléter l'article en donnant les références utiles à sa vérifiabilité et en les liant à la section « Notes et références ».
Pour les articles homonymes, voir Willemsen.
Catalijn Willemsen, née le 7 avril 1968 aux Pays-Bas,,, est une actrice néerlandaise.

## Filmographie

### Cinéma et téléfilms
- 1994 : 12 steden, 13 ongelukken (nl) : Eva
- 1994 : Stills : Ellen
- 1995 : Bureau Kruislaan (nl) : Tobia
- 1995 : Baantjer : Marina Sleutelaar
- 1995 : Achilles en het zebrapad : La fille au snack-bar
- 1996 : Naar de klote! : Els
- 1996 : Always yours, for never : Lammy van de Bakker
- 1999-2002 : Westenwind (nl) : Deux rôles (Erna de Nooijer et Jonna Righarts)
- 2000 : Kees & Co. (nl) : La cliente
- 2001 : Spangen (nl) : Tonny Scheffer
- 2001 : Schiet mij maar lek (nl) : Ine
- 2002 : Trauma 24/7 (nl) : La femme
- 2002 : Spagaat : La mère de Simone
- 2004 : Het zuiden (nl) : La femme de l'ex-petit ami de Martje
- 2004 : Nasi : La femme
- 2005 : Lepel (nl) : La mère en grand magasin
- 2005 : Enneagram : Margriet
- 2006 : Keyzer & de Boer advocaten : Helga van Zijl
- 2007 : Grijpstra & de Gier (nl) : Romana
- 2007 : HannaHannaH (nl) : Ans
- 2007 : Flikken Maastricht : Dorien van Bladel
- 2010 : De co-assistent (nl) : Adele
- 2010 : Verborgen verhalen (nl) : Irma
- 2010 : Stokje : La mère de Len
- 2011 : Goede tijden, slechte tijden : Els Schuijt
- 2011 : Seinpost Den Haag (nl) : La réceptionniste
- 2015 : Noord Zuid (nl) : Le juge
- 2015 : Force (nl) : La mère de Esther
- 2016 : Gays, guitars en andere kutzooi : Nel Veenendaal
- 2016 : IJzer In Mijn Aderen : Erica
- 2016 : Tomer en Elias  : La mère
- 2016 : Alsof ik er niet echt was : Petra de Reuver
- 2016 : Centraal Medisch Centrum (nl) : La réceptionniste
- 2017 : Moordvrouw : L'employée des affaires sociales
- 2017 : B.A.B.S. (nl) : La passante
- 2017 : Scratched Blue Sky : La docteur
- 2018 : Het geheime dagboek van Hendrik Groen (nl) : La co-adjointe du département de soins infirmiers
- 2018 : Stille Storm : Marieke
- 2018 : Taal is zeg maar echt mijn ding (nl) : La femme dans le métro
- 2018 : Zuidas (nl) : Carla Tremour
- 2018 : Flikken Rotterdam (nl) : Le chef d'équipe
- 2018 : Ik Weet Wie Je Bent (nl) : Victoria Smits